# Historicisme
Pour les articles homonymes, voir Historicisme (homonymie).
L'historicisme ou historisme est une doctrine philosophique qui affirme que les connaissances, les courants de pensée ou les valeurs d'une société sont liés à une situation historique contextuelle.
Ses tenants privilégient l'étude du développement de ces connaissances, pensées ou valeurs, « plutôt que celle de leur nature propre », et relativisent ou mettent en question la simple possibilité de les comparer entre elles, d'une époque ou d'une civilisation à l'autre, à l'aune de critères communs qu'ils considèrent comme délicats à établir. Pour eux, les objets et les événements du passé doivent être étudiés en eux-mêmes, et surtout dans leur liaison avec leurs conditions historiques propres, entre autres sous les contraintes économiques, techniques et culturelles de leur situation d'émergence. C'est par exemple le cas de « l'historisme marxiste » (notion contestée par Althusser) ; ou de l'émergence du capitalisme selon Max Weber, dont il relie étroitement l'essor, dans la deuxième moitié du XVIIIe siècle, à l'éthique protestante du travail ; ou encore de « l'admiration historique » prônée par Ernest Renan.
Parfois, l'historicisme peut aller jusqu'à s'apparenter à un relativisme historique marqué, selon lequel « toute vérité évolue avec l'histoire » et ne saurait jamais se rattacher à un référentiel unique, de même que toute méthodologie historique doit s'adapter à son objet et se réinventer sans cesse.
L'historicisme est une notion présente dans les débats nés des discussions autour de la philosophie de l'histoire. Ses principaux critiques sont les philosophes Wilhelm Dilthey, Edmund Husserl, Ernst Troeltsch, Martin Heidegger et Karl Popper.

## Définition
Le terme « historicisme » recouvre plusieurs acceptions.
L'historisme (Historismus ou Historizismus) désigne d'abord une période de l'historiographie allemande incarnée par Ranke, Droysen ou Meinecke, mais aussi par les économistes List, Hildebrand, Knies ou Schmoller, et dominante dans la seconde moitié du XIXe siècle. Désireux d'ériger l'histoire au rang de science rigoureuse, ces auteurs défendent plusieurs principes communs : l'historien doit établir les faits tels qu'ils se sont produits et saisir le passé dans sa singularité par rapport aux autres époques, sans chercher à émettre un jugement de valeur ; toute entreprise de systématisation doit être rejetée au profit d'une recherche des causes immédiates des événements. S'inspirant de la pensée de Herder, ils appellent à considérer chaque époque en elle-même et rejettent toute philosophie téléologique de l'histoire. Cet historicisme applique à la méthode historique les concepts du positivisme. Par ailleurs, rejetant l'universalisme de l'école classique, ils considèrent que chaque cas national doit être étudié à part, pour parvenir à la connaissance.
De son côté, Ernst Troeltsch définit, en 1922, dans Der Historismus und seine Probleme, l'historicisme comme « l'historicisation fondamentale de toute notre pensée sur l'homme, sa culture et ses valeurs. » Selon lui, ce n'est pas l'esprit humain qui, en façonnant ses pensées et ses valeurs, oriente l'histoire, mais le contexte historique qui les détermine.
C'est cette seconde acception de l'historicisme que la plupart des penseurs du XXe siècle ont retenu. Ainsi, Raymond Aron en parle comme de « la doctrine qui proclame la relativité des valeurs et des philosophies aussi bien que de la connaissance historique ». Pour sa part, Leo Strauss critique le relativisme de cet historicisme, dont il fait remonter l'origine à l'école historique allemande du XIXe siècle.
En revanche, Louis Althusser vise la conception hégélienne de l'histoire quand il parle d'historicisme, et il critique l'attribution de cette vision de l'histoire à la pensée de Marx dans un chapitre de son œuvre : Lire le Capital, au titre explicite : « Le marxisme n'est pas historicisme »,.
Quant à Karl Popper, mettant sous ce vocable les pensées de Platon, Hegel et Marx, il donne cette définition de l'historicisme dans Misère de l'historicisme (1944) :

« Qu'il me suffise de dire que j'entends par [historicisme] une théorie, touchant toutes les sciences sociales, qui fait de la prédiction historique son principal but, et qui enseigne que ce but peut être atteint si l'on découvre les « rythmes » ou les « motifs » (patterns), les « lois », ou les « tendances générales » qui sous-tendent les développements historiques. »

Il s'agit donc d'envisager l'histoire comme le développement d'un processus identifié et déterminé, que l'on devine à l'aide du passé, et qui permet de déterminer le futur. Selon Karl Popper, le marxisme est l'historicisme le plus abouti, qui fait explicitement de la lutte des classes le moteur de l'histoire.
Pour Christophe Bouton, « Popper sème la confusion en définissant l'historicisme comme une doctrine qui affirme la prédictibilité de l'histoire à partir de lois générales, ce que nient tant l'historicisme épistémologique que l'historicisme relativiste ».
Pour sa part, George W. Stocking reprend la définition de l'historicisme épistémologique dans son article « On the limits of "presentism" and "historicism" in the historiography of the behavioral sciences » (1965), où il met en garde les historiens contre l'abus des récurrences et des anachronismes propres au point de vue des vainqueurs et leur oppose l'historicisme méthodologique, qui permet d'appréhender une « raisonnabilité » et des modalités du savoir distinctes.
De même, en 1998, Laurent Mucchielli considère qu'« être historiciste ou tout simplement historien, c'est comprendre que les textes ont des contextes, que les discours ont été pensés et prononcés à l'intention d'un auditoire, que les articles et les livres ont été pensés et écrits à l'intention d'un lectorat, que les grands hommes quels qu'ils furent ont eu des professeurs et n'ont pas tout inventé, qu'ils ont reproduit comme les autres les préjugés et les stéréotypes culturels les plus généraux de leur époque, qu'ils ont eu les mêmes faiblesses narcissiques (bien souvent plus que les autres…), bref qu'ils furent simplement des hommes et surtout des hommes de leur temps »,.

## Discussion
Certains auteurs font le lien entre le développement de l'historicisme et du positivisme et les égarements des idéologies modernes de l'autonomisation de la volonté du Sujet. Un Voegelin, un Karl Löwith ou un Leo Strauss n'hésitent pas à voir dans la pensée moderne l'expression d'un historicisme, réalisé par Hegel et Comte.
Selon Jeffrey Andrew Barash, l'historicisme débute en Allemagne au XVIIIe siècle, notamment à partir des écrits du jeune Johann Gottfried Herder. En mettant en question les prétentions des Lumières, puis de la Révolution française, à pouvoir réorganiser l'ordre socio-politique grâce à une raison abstraite qui s'appliquerait uniformément à toute nation, l'historicisme naissant à partir de Herder, de Friedrich von Gentz et de Wilhelm von Humboldt vise à légitimer une pluralité de critères du vrai selon le contexte singulier de leur élaboration linguistique et nationale. Après avoir joué un rôle décisif dans la naissance des différentes idéologies politiques traditionnelles au cours du XIXe siècle, Barash identifie dans les déplacements ultérieurs de la réflexion sur l'histoire les signes de grandes mutations idéologiques qui rendent notamment possible les mythologies politiques du totalitarisme.

## Les critiques de l'historicisme

### La notion
La critique porte sur le fait que la représentation d'un tel développement de la raison dans l'Histoire, non seulement est contradictoire en soi (si chaque époque révèle un particularisme qui doit être dépassé, la modernité est une telle époque), mais aboutit aussi à rendre relatives les figures historiques dans lesquelles la raison s'est montrée.
Le relativisme propre à l'historicisme tend à déconsidérer comme choses du passé les philosophies antérieures, pour ne privilégier que ce qui arrive en dernier. Non seulement l'historicisme est aliéné à la conscience historique, mais tend à faire le lit de l'idée selon laquelle les Modernes comprennent mieux les auteurs du passé, que ceux-ci ne se comprenaient eux-mêmes. Cette appréhension surplombante du passé, en tant qu'elle réinterprète l'histoire à la faveur des opinions du présent et sous le mode du relativisme, préfigure le nihilisme, et par sa distinction entre faits et valeurs, l'éclatement de la philosophie en sciences humaines.
L'historien des religions Mircea Eliade reproche à la démarche historiciste d'être trop contextualisante et de refuser la valeur heuristique des structures, un des fondements du comparatisme religieux.

### Les critiques du libéralisme classique
La critique de l'historicisme, proche de la critique du scientisme ou positivisme est un thème récurrent de la pensée libérale classique au XXe siècle. Friedrich Hayek, en plus de Popper et Ludwig von Mises, s'en est fait l'écho. La crainte des adeptes de la philosophie politique est que le nihilisme positif et historiciste conduise au totalitarisme. Hannah Arendt se montre hostile à l'historicisme — qu'elle entend comme une hypertrophie du principe de raison — insiste sur le rôle de la philosophie de l'histoire dans l'avènement des régimes totalitaires.
L'économiste libéral Ludwig von Mises présente en 1957 l'historicisme comme une doctrine épistémologique par essence hostile à l’économie. D'après lui, l’historicisme rejette toutes sources de connaissance – hormis les sciences naturelles, la logique et les mathématiques – qui ne seraient pas fondées sur l’étude de l’histoire, au premier rang desquelles l’économie. L’historiciste estime que l’erreur fondamentale de l’économie est de croire que l’homme recherche exclusivement son bien-être matériel. Mises conteste que l’économie prêche une telle croyance : toute action humaine s’expliquerait par un jugement de valeur des individus. Ainsi le coût, qui pour les historicistes est un élément propre aux sociétés capitalistes, serait en réalité « un élément de tout type d'action humaine, quelles que soient les caractéristiques du cas particulier. Le coût est la valeur des choses auxquelles l'acteur renonce afin de parvenir à ce qu'il veut : c'est la valeur qu'il attache à la satisfaction désirée de façon la plus pressante parmi les satisfactions qu'il ne peut avoir parce qu'il en a préféré une autre. C'est le prix payé pour une chose ».
Mises postule ainsi que, croyant pouvoir appliquer les méthodes des sciences naturelles à l’histoire, l’historiciste recherche les lois qui gouverneraient l’histoire. S’étant fixé un objectif impossible, les lois que l'historiciste énonce ne sont dès lors que le produit de son intuition, peu importe que « Hegel et, par-dessus tout Marx se considéraient comme parfaitement informés des lois de l'évolution historique ».

## Historicisme (architecture)
L'historicisme en architecture, d'où dérive l'éclectisme, désigne la tendance apparue au XIXe siècle de retrouver les racines nationales des différents styles européens, surtout allemand, bavarois, russe, scandinave, par opposition au style néoclassique et de manière plus large que le néogothique ou le romantisme en vogue. Il se manifeste, en fonction du programme (un parlement, une gare, un musée…) par des références explicites à des styles produits à certaines périodes historiques "nationales" - des styles historiques nationaux qui servent de références aux nationalismes naissants et bien identifiées par les peuples, au XIXe siècle - par opposition aux non références nationales, mais fonctions du programme - comme le néo-antique, néo-classique pour un palais de justice, une gare centrale ou néo-égyptien, pour de grandes serres ou un musée, néo-assyrien pour une très grande gare, etc..

## Historicisme (histoire du droit)[23]
Juridiquement parlant, l'historicisme désigne un courant de pensée fondé par François Baudouin et Jacques Cujas dans le cadre de l'humanisme juridique. Critiquant les travaux des glossateurs et postglossateurs italiens, ceux-là plébiscitent pour un retour aux sources et une remise en contexte historique du droit romain. Contrairement aux juristes médiévaux, ils ne voient pas en le Digeste une source juridique intemporelle et universelle mais une simple compilation d'extraits. Leurs travaux ont notamment permis de reconstituer le Code Théodosien et les XII Tables.